# 385
385 је била проста година.

## Догађаји
- Римски сабор осуђује учење Јеронима Стридонског, који је укључио идеје које је први предложио римски државник Цицерон. Он одлази у Египат, Витлејем и Јерусалим, у пратњи хришћанске монахиње Павле, која ће уредити Јеронимов превод Библије, који постаје латинска Вулгата.
- Амијан Марцелин почиње да пише историју, у стилу Тацита, која обухвата период од 96. до 378. године.
- Серапеум у Александрији, један од највећих грчких храмова у Египту, уништавају тамошњи хришћани. Тачан датум је споран, а 391. година се понекад наводи као тренутак коначног уништења.
- Теофил Александријски постаје александријски патријарх.
- Папа Сириције  проглашава примат Рима и свештеничку обавезу целибата.
- Присилијан, шпански бискуп, оптужен је за манихејство и магију и обезглављен је у Триру. Постаје прва особа у историји хришћанства која је погубљена због јереси.
- Аурелиос Зопирос постаје последњи пријављени спортиста на Античким олимпијским играма. Победник је у „јуниорском боксу“ (панкратиону).